# 온주현
온주현(溫朱鉉, 1949년 7월 15일 ~ )은 대한민국의 제6·7·8대 전라북도 김제시의원이었다.

## 학력
- 금구국민학교 졸업
- 금산중학교 졸업
- 전주신흥고등학교 졸업
- 전주대학교 법학과 졸업

## 경력
- 김제군 백구면 근무
- 김제군청 근무
- 전라북도청 19년 근무
- 전라북도 정읍시의회 사무국 근무
- 김제시 금구면장
- 민주당 김제시 사회복지위원장
- 김제시 가나안복지재단 대표이사
- 2010.07 ~ 2014.06 제6대 전라북도 김제시의회 의원
- 2010.07 ~ 2012.07 제6대 전라북도 김제시의회 전반기 행정지원위원회 위원장
- 2010.07 ~ 2012.07 제6대 전라북도 김제시의회 전반기 예산결산특별위원회 위원
- 2012.07 ~ 2014.06 제6대 전라북도 김제시의회 후반기 운영위원회 위원장
- 새정치민주연합 전북도당 김제시 지역위원회 상무위원
- 2014.07 ~ 2018.06 제7대 전라북도 김제시의회 의원
- 2014.07 ~ 2016.07 제7대 전라북도 김제시의회 전반기 행정지원위원회 위원
- 2014.07 ~ 2016.07 제7대 전라북도 김제시의회 전반기 예산결산특별위원회 위원
- 2016.03.28 더불어민주당 탈당
- 2016.07 ~ 2018.06 제7대 전라북도 김제시의회 후반기 안전개발위원회 위원장
- 2017.02.09 국민의당 탈당
- 2017.02.23 더불어민주당 복당
- 더불어민주당 전북도당 김제·부안 지역위원회 부위원장
- 2018.07 ~ 2020.10 제8대 전라북도 김제시의회 의원
- 2018.07 ~ 2020.07 제8대 전라북도 김제시의회 전반기 의장
- 2020.07 ~ 2020.10 제8대 전라북도 김제시의회 후반기 의장
- 2020.07.06 더불어민주당 탈당

## 논란
온주현 김제시의장은 김제시의원 불륜사건으로 의원 2명이 제명된 것에 책임을 지고 2020년 10월 19일 의장직 및 의원직을 사퇴하였으며, 다음날 서백현 부의장의 결제로 사직서가 수리되었고, 곧바로 선관위에 결원 통보함에 따라 재보궐선거가 확정되었다.

## 역대 선거 결과
|  | 18.16% |

|  | 17.52% |

|  | 16.55% |